# Amtsgericht Güstrow

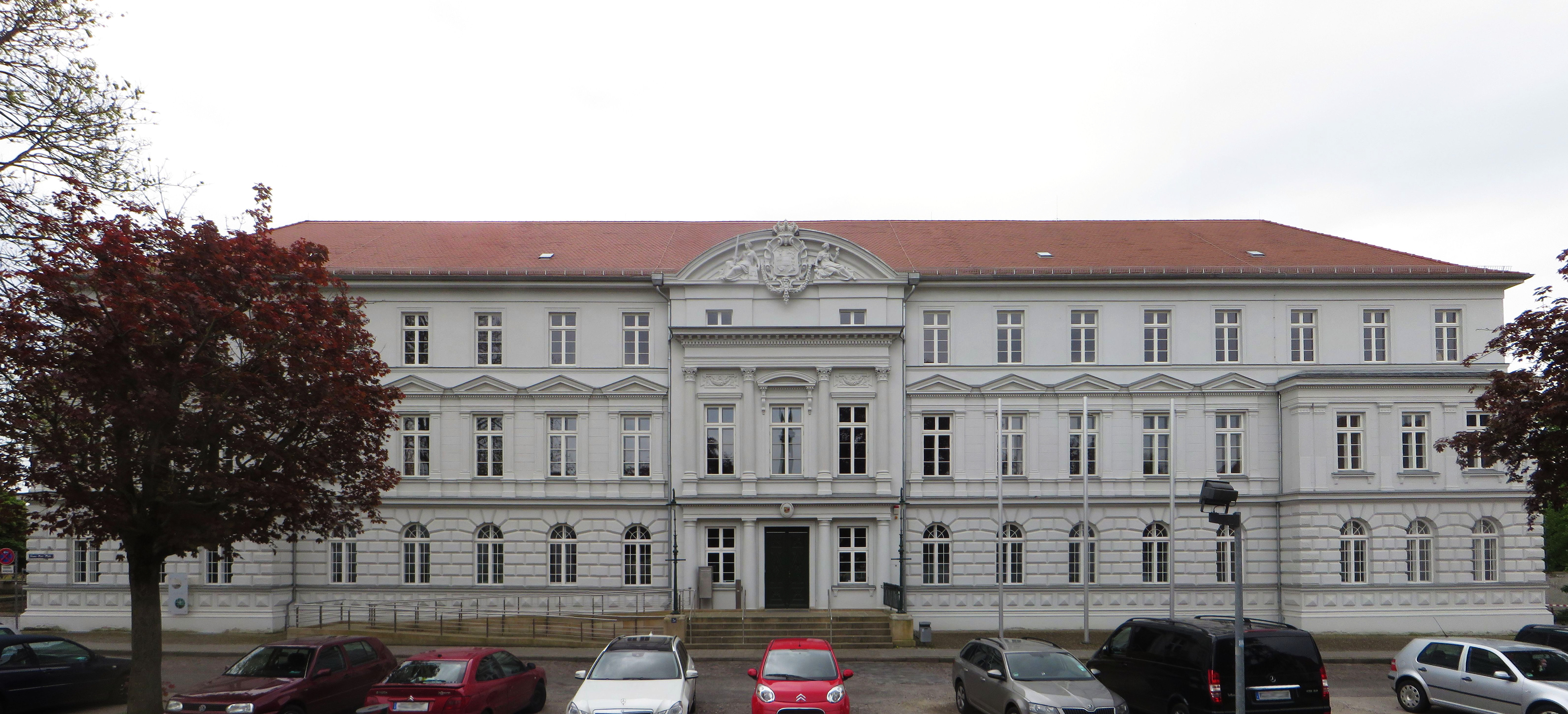
Ehemalige Justizkanzlei in Güstrow, Sitz des Amtsgerichtes (2015)

Das Amtsgericht Güstrow ist ein Gericht der ordentlichen Gerichtsbarkeit des Landes Mecklenburg-Vorpommern im Bezirk des Landgerichts Rostock.

## Gerichtssitz und -bezirk
Das Gericht hat seinen Sitz in der Stadt Güstrow.
Der Gerichtsbezirk umfasste bis zum Inkrafttreten der Gerichtsstrukturreform am 6. Oktober 2014 das Gebiet der folgenden Städte und Gemeinden.
- Alt Sührkow,
- Altkalen
- Baumgarten
- Behren-Lübchin
- Bernitt
- Boddin
- Bützow
- Dahmen
- Dalkendorf
- Diekhof
- Dobbin-Linstow
- Dolgen am See
- Dreetz
- Finkenthal
- Glasewitz
- Gnoien
- Groß Roge
- Groß Schwiesow
- Groß Wokern
- Groß Wüstenfelde
- Gülzow-Prüzen
- Güstrow
- Gutow
- Hohen Demzin
- Hohen Sprenz
- Hoppenrade
- Jördenstorf
- Jürgenshagen
- Klein Belitz
- Klein Upahl
- Krakow am See
- Kuchelmiß
- Kuhs
- Laage
- Lalendorf
- Lelkendorf
- Lohmen
- Lühburg
- Lüssow
- Mistorf
- Mühl Rosin
- Penzin
- Plaaz
- Prebberede
- Reimershagen
- Rühn
- Sarmstorf
- Schorssow
- Schwasdorf
- Steinhagen
- Sukow-Levitzow
- Tarnow
- Teterow
- Thürkow
- Walkendorf
- Wardow
- Warnkenhagen
- Warnow
- Zehna
- Zepelin

In den Bezirk des Amtsgerichts Güstrow eingegliedert wurden die folgenden zuvor zum Bezirk des Amtsgerichts Rostock gehörenden Städte und Gemeinden.
- Benitz
- Bröberow
- Cammin
- Gnewitz
- Grammow
- Kassow
- Nustrow
- Rukieten
- Schwaan
- Selpin
- Stubbendorf
- Tessin
- Thelkow
- Vorbeck
- Wiendorf
- Zarnewanz

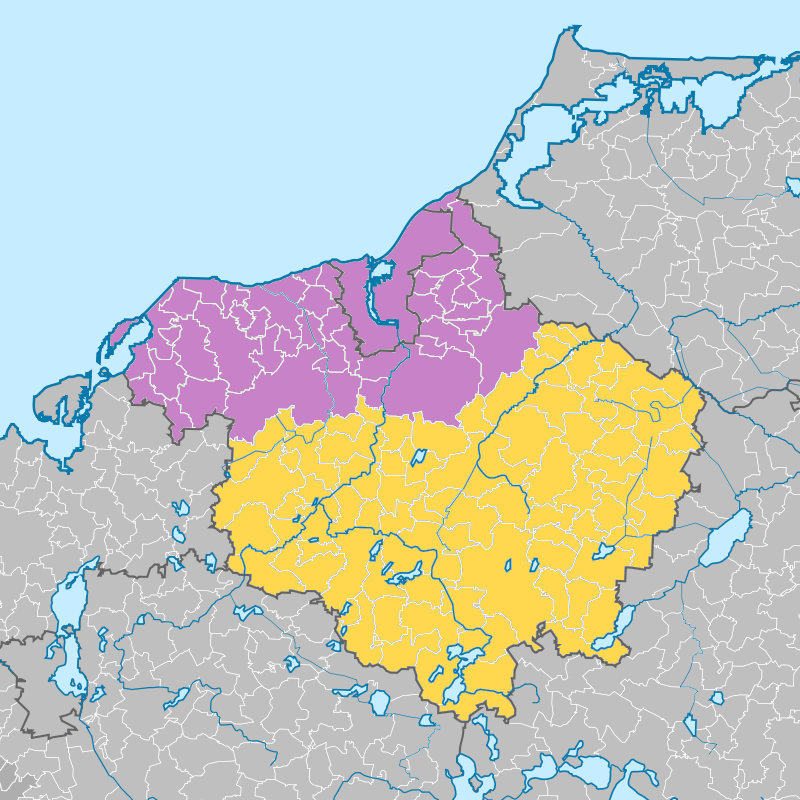
Gerichtsbezirke der dem LG Rostock nachgeordneten Amtsgerichte seit dem 11. Mai 2015
AG Rostock
AG Güstrow

Damit wurde der ursprünglich etwa 2060 km2 große Gerichtsbezirk durch die Gerichtsstrukturreform auf etwa 2260 km2 vergrößert. In ihm leben ungefähr 109.000 Einwohner.

## Gebäude

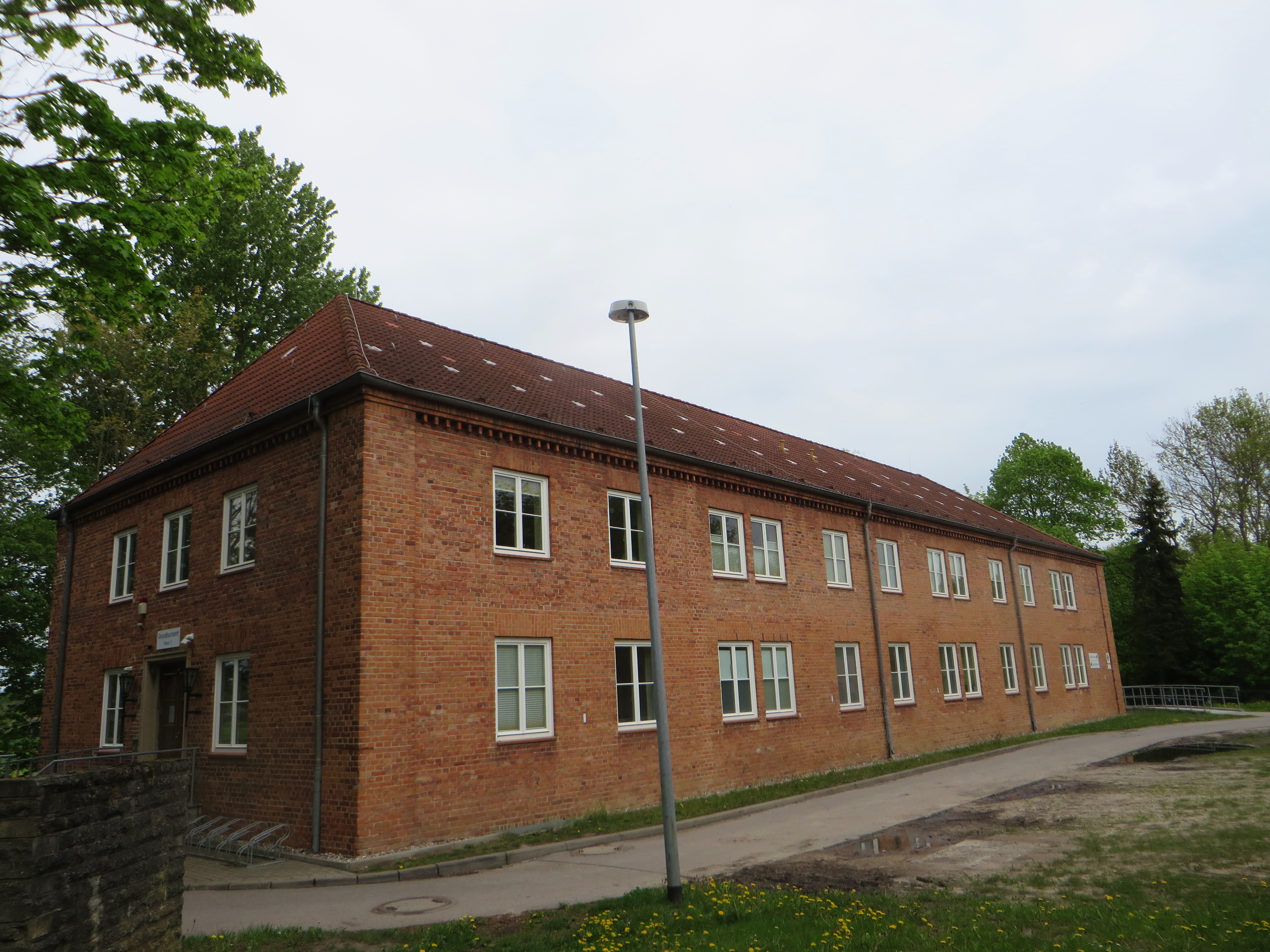
Gebäude des Grundbuchamtes (2015)

Das Gerichtsgebäude befindet sich am Franz-Parr-Platz 2a und wurde ursprünglich von 1823 bis 1825 als Justizkanzlei zweigeschossig erbaut und 1877 erweitert. Nach einem Brand im Jahre 1929 wurde es 1931 als Amts- und Landgericht wiederaufgebaut. Nach mehrjährigen Renovierungsarbeiten wurde im Juni 2012 der Wiedereinzug mit einem Festakt begangen.
Das Grundbuchamt befindet sich in der Goldberger Straße 12 auf dem Gelände der Fachhochschule für öffentliche Verwaltung, Polizei und Rechtspflege.
Die in der Plauer Straße 8 untergebrachte Nebenstelle wurde Mitte 2011 geschlossen.

## Übergeordnete Gerichte
Dem Amtsgericht Güstrow ist das Landgericht Rostock übergeordnet. Zuständiges Oberlandesgericht ist das Oberlandesgericht Rostock.

## Geschichte

### Mecklenburg-Schwerin
In Güstrow befanden sich bis 1879 folgende Eingangsgerichte: das großherzogliche Amtsgericht Güstrow, das großherzogliche Amtsgericht Rossewitz, das großherzogliche Stadtgericht Güstrow, der Stadtrat von Güstrow (Vorderstadt) als Magistratsgericht und Patrimonialgerichte. Daneben bestand das Gericht der Burg und Domfreiheit in Güstrow und das Gericht des Landarbeitshauses zu Güstrow. Gericht zweiter Instanz war die Justizkanzlei Güstrow. Im Rahmen der Reichsjustizgesetze wurde diese und die anderen bestehenden Gerichte des Großherzogtums Mecklenburg-Schwerin aufgelöst und Amts-, Landes- und Oberlandesgerichte gebildet. Das Amtsgericht Güstrow war dem Landgericht Güstrow und dem Oberlandesgericht Rostock nachgeordnet. Am Gericht bestanden 1880 vier Richterstelle. Das Amtsgericht war damit das größte Amtsgericht im Landgerichtsbezirk.
Sein Gerichtsbezirk umfasste die Stadt Güstrow, den größten Teil des Dominialamtes Güstrow und Teile des ritterschaftlichen Amtes Crivitz (Gülzow und Wilhelminenhof mit Parum), des ritterschaftlichen Amtes Goldberg (Lalendorf mit Bahnhof), der größten Teil des ritterschaftlichen Amtes Güstrow, des ritterschaftlichen Amtes Schwaan (Prüzen mit Mühlengeetz Anteil), des ritterschaftlichen Amtes Schwerin (Mühlengeetz und Boldebuck), des ritterschaftlichen Amtes Sternberg (Tieplitz) und aus dem Klosteramt Dobbertin Gerdshagen.

### DDR
In der DDR wurden die Amtsgerichte 1952 aufgelöst und einheitlich Kreisgerichte gebildet. In Güstrow entstand so das Kreisgericht Güstrow, welches dem Bezirksgericht Schwerin nachgeordnet war. Gerichtssprengel war der Kreis Güstrow.

### Nach dem Jahr 1989
Nach dem Zusammenbruch der DDR wurden die Kreisgerichte wieder aufgehoben und erneut Amtsgerichte, darunter das Amtsgericht Güstrow, gebildet.